# The Forward

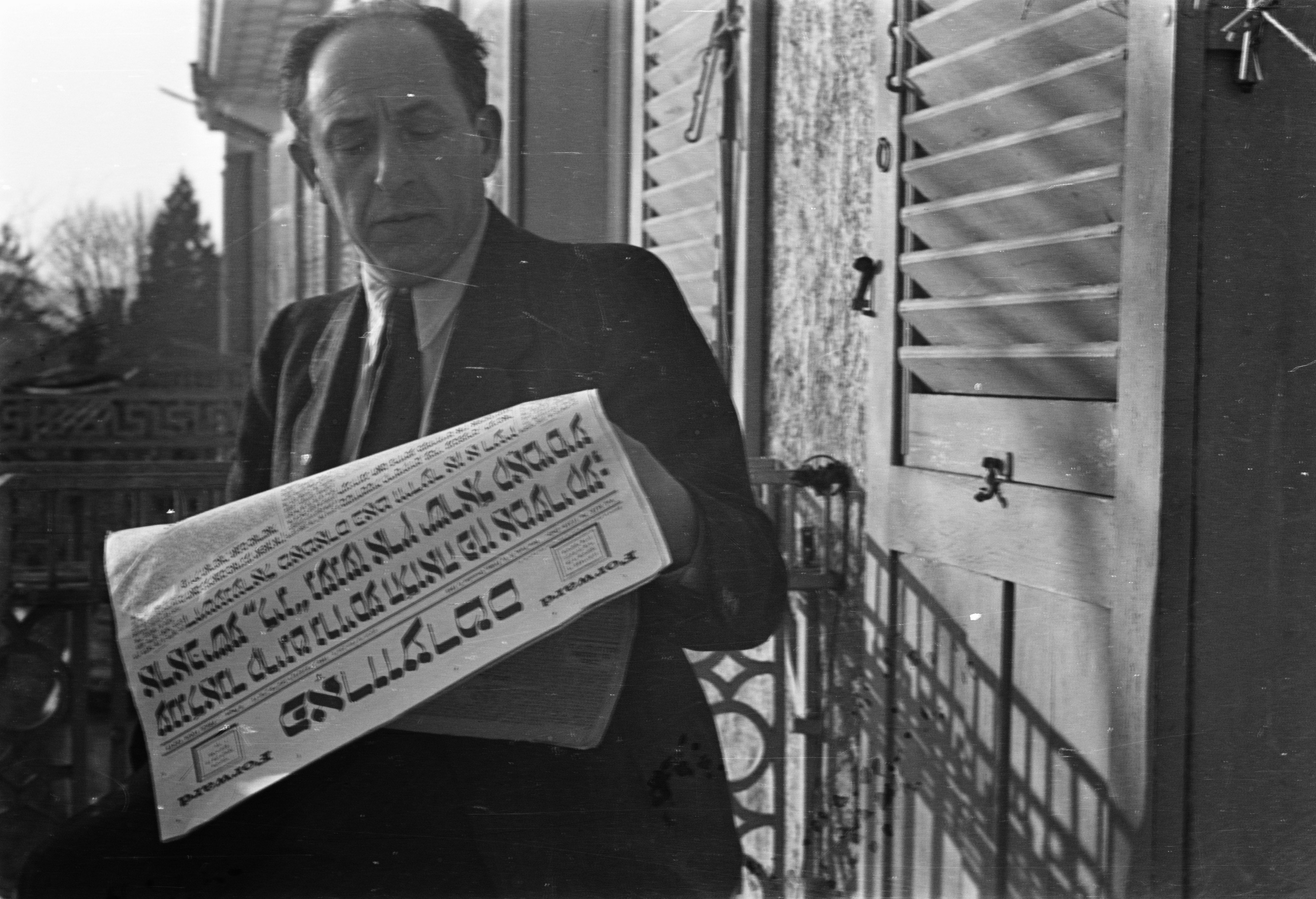
Sobrevivente do campo de concentração nazista lendo The Forward na Alemanha em 11 de março de 1946

The Forward (em iídiche:  פֿאָרווערטס), anteriormente conhecida como The Jewish Daily Forward, é uma organização de mídia americana voltada para o público judeu-americano. Fundado em 1897 como um jornal diário socialista em iídiche, The New York Times relatou que Seth Lipsky "começou um ramo de língua inglesa do jornal iídiche" como um jornal semanal em 1990.
No século XXI o The Forward é uma publicação digital com relatórios on-line. Em 2016, a publicação da versão em iídiche mudou seu formato de impressão de um jornal quinzenal para uma revista mensal; o jornal semanal inglês seguiu o exemplo em 2017. Essas revistas foram publicadas até 2019.
A perspectiva do The Forward no mundo e notícias nacionais e seus relatórios sobre a perspectiva judaica sobre o moderno Estados Unidos tornaram-se uma das publicações mais influentes judeus americanos. The Forward é publicado por uma associação independente sem fins lucrativos. Tem um foco editorial politicamente progressista.
Em 17 de janeiro de 2019, a publicação anunciou que encerraria sua edição impressa e publicaria apenas suas edições em inglês e iídiche on-line. Também foram anunciadas demissões de seu editor-chefe e vinte por cento de sua equipe editorial.
Jodi Rudoren foi nomeada editora em julho de 2019 e assumiu o cargo em setembro de 2019.